# Мойва (река)
Мойва — река в России, протекает в Пермском крае. Устье реки находится в 357 км от устья реки Вишеры по левому берегу. Длина реки составляет 51 км, площадь водосборного бассейна — 593 км². В 17 км от устья принимает справа крупный приток Малая Мойва. До её впадения также обозначается как Большая Мойва.
По словам доктора географических наук, профессора Пермского госуниверситета Александра Зырянова, так как Вишера несёт больше воды, чем Кама, а Большая Мойва более водоносна, чем Вишера, то именно Большая Мойва впадает в Каспийское море.

## Описание
Протекает в северной части Красновишерского района Пермского края. Исток реки на перевале между хребтами Путтумп и Ольховочный (Северный Урал). В верховьях описывает большую излучину, огибая южную оконечность хребта Ольховочный. Затем течёт главным образом в северном и северо-западном направлениях, всё течение проходит в ненаселённой местности среди гор и холмов, поросших тайгой. Характер течения — горный. В среднем течении протекает по долине между вершинами Тулумский Камень (1470 НУМ) и Ишерим (1332 НУМ). В нижнем течении часто разбивается на протоки, образуя острова. Течение Мойвы входит в черту заповедника Вишерский.

## Притоки
(указано расстояние от устья)
- 1,8 км: река Рассоха (пр)
- 14 км: река без названия (пр)
- 17 км: река Малая Мойва (пр)
- 32 км: река Ольховка (пр)
- 39 км: ручей Малый Лиственничный (лв)

## Данные водного реестра
По данным государственного водного реестра России относится к Камскому бассейновому округу, водохозяйственный участок реки — Кама от водомерного поста у села Бондюг до города Березники, речной подбассейн реки — бассейны притоков Камы до впадения Белой. Речной бассейн реки — Кама.
Код объекта в государственном водном реестре — 10010100212111100004143.